# Riodinidae
Le Riodinidae Grote, 1895, sono una famiglia di lepidotteri diurni. Sino ad ora, sono state scoperte ben 1.468 specie viventi. La maggior parte di esse vive nell'America Centrale o in quella meridionale, ma si trovano frequentemente anche in Europa, Africa ed Asia; nel vecchio continente, però, risiedono appena una decina di specie.

## Tassonomia
Questa famiglia è ripartita in tre sottofamiglie:
- Euselasiinae
- Nemeobiinae
- Riodininae